# جوقان کوچک
جوقان کوچک یکی از روستاهای استان آذربایجان شرقی است که در دهستان اوجان غربی بخش مرکزی شهرستان بستان‌آباد واقع شده‌است.این روستا ۶۸۰ نفر جمعیت دارد.
شغل اصلی عموم اهالی روستا رانندگی سنگین در ناوگان عمومی جاده ای و کشاورزی و دامداری و باغبانی از شغل های پیشین روستا بوده است.